# Baroville
Baroville é uma comuna francesa na região administrativa de Grande Leste, no departamento de Aube. Estende-se por uma área de 17,32 km². Em 2010 a comuna tinha 314 habitantes (densidade: 18,1 hab./km²).